# Guabiju
Guabiju é um município brasileiro do estado do Rio Grande do Sul.

## História
Guabiju possui este nome porque na região do estado cresciam muitos guabijuzeiros, que serviram como ponto de referência para os descendentes de imigrantes italianos que procuravam local para fixar residência. Ao cultivar áreas antes pertencentes a fazendeiros, os colonos formaram um pequeno núcleo habitacional, logo denominado Guabiju. A agricultura e pecuária promoveram o desenvolvimento do local, que de uma pequena vila passou a município.
No ano de 1988 o município foi emancipado de Nova Prata, juntamente com São Jorge e Vista Alegre do Prata.

## Geografia
Localiza-se a uma latitude 28º32'27" sul e a uma longitude 51º41'25" oeste, estando a uma altitude de 720 metros. Sua população estimada em 2011 era de 1.586 habitantes.